# ارين غريم
ارين غريم (بالإنجليزية: Warren Grimm)‏ هو لاعب كرة قدم أمريكية أمريكي، ولد في 9 مارس 1888 في لويستاون في الولايات المتحدة، وتوفي في 11 نوفمبر 1919 في سنتراليا في الولايات المتحدة.